# 平田增宗
平田增宗（？—1610年）日本安土桃山時代末期至江戶時代初期的武士。島津氏家臣、薩摩藩老中。通稱平田太郎左衛門尉，琉球的《歷代寶案》稱之為「他魯濟」（琉球語：〔〕／  ?），是日語「太郎左衛」（日语：／ Tarōzae）的轉訛。官職美濃守。
平田增宗出生在薩摩平田氏家族，為平田歲宗與側室羽島氏女所生。他是平安時代公卿平宗盛的後裔。其祖父平田宗仍、父親平田歲宗都擔任島津氏的家老。1598年（慶長三年）父親平田歲宗逝世後繼任薩摩平田氏家督之位，同時擔任島津氏的老中。領日置郡郡山領地以及知行高三千石。
平田增宗是島津義久的親信。他曾參加1600年關原之戰，戰敗後力救島津義弘歸國。1609年薩摩入侵琉球之際擔任薩軍的副將，隨樺山久高出征，俘虜琉球國王尚寧及其大臣而歸。然而次年卻在島津氏內部的爭權中被指為圖謀不軌，島津忠恒派遣押川公近埋伏於土瀨戶越（今鹿兒島縣鹿兒島市入來峠附近），用鐵銃將平田增宗暗殺。
平田增宗死後，薩摩平田氏的嫡流斷絕。薩摩藩將平田增宗認定為「國賊」。